# Bucht von Pepela
Die Bucht von Pepela liegt an der Timorsee, im Norden der Insel Roti, die zu den Kleinen Sundainseln gehört. Die Bucht trennt die Halbinsel Tapuafu von der restlichen Insel im Süden, von Osten her. Von Westen her wird die Landverbindung von der Bucht von Korobafo eingeengt.